# Aimé Guillon
Pour les articles homonymes, voir Guillon (homonymie).
L'abbé Aimé Guillon, également connu sous le nom d'Aimé Guillon de Montléon, né dans le Lyonnais le 21 mars 1758 et mort 12 février 1842, est un prêtre et homme de lettres français. Il est conservateur de la bibliothèque Mazarine à partir de 1816.
Il est célèbre pour son ouvrage en deux volumes intitulé Les Martyrs de la foi pendant la Révolution française, publié en 1821.

## Biographie
Aimé Guillon est docteur en théologie depuis 1780, puis ordonné prêtre en 1782. Il est appelé en 1790 pour être prédicateur à Dijon. 
La loi d'août 1792 obligeant les prêtres à adhérer par serment à la constitution civile du clergé, l'abbé Guillon choisit la déportation d'abord vers Chambéry puis vers la Suisse. À Lyon en 1795, il n'y reste que quelques mois avant de rejoindre Paris, pour se faire oublier après les écrits anti-révolutionnaires qu'il avait rédigés à Lyon.
Soupçonné en 1800 d'avoir écrit un pamphlet contre Bonaparte, il est emprisonné et transféré dans une prison en Italie à Mantoue. Libéré, il obtient en 1805 un emploi par le vice roi d'Italie Eugène de Beauharnais consistant à organiser le journal officiel italien à l'image de celui de la France. Il y rédige des écrits relatifs à l'histoire du pays.

## Œuvres principales
L'abbé Guillon est l'auteur d'un grand nombre de textes et d'ouvrages, en français et en italien, dont les plus connus sont :
- Histoire du siège de Lyon (1789-1796), Paris, 1797

- Histoire de la campagne de S.A.I le Prince Eugène Napoléon de France, Général en chef de l'armée d'Italie contre l'armée autrichienne. Milan, chez Jean-Pierre Giegler, libraire (1809). En ligne sur le site de la Bayerische Bibliothek de München.

- Les Martyrs de la foi pendant la Révolution française, 1821
- Le Cénacle de Léonard de Vinci; essai historique sur ce chef d'œuvre, Milan, 1811
- Histoire générale de l'Église au XVIIIe siècle, 1822

En tant qu'éditeur scientifique :
- Machiavel commenté par Napoléon Buonaparte : Manuscrit trouvé dans le carosse de Buonaparte, après la bataille de Mont-saint-Jean, le 18 juin 1815 (Paris, 1816). Cette forgerie évidente est un plaidoyer anti-Napoléonien[6],[7].
- Le Prince, de Machiavel.